# Вивиани, Доменико
Доменико Вивиани (итал. Domenico Viviani; 29 июля 1772 — 15 февраля 1840) — итальянский биолог, специалист по микологии, бриологии, ботанике, зоологии и минералогии.

## Краткая биография
Дядя Доменико обучал его математике и латыни, затем Вивиани был отдан в Латинскую школу Леванто.
В 1804 году Вивиани стал преподавать ботанику в Университете Генуи, затем стал директором ботанического сада при этом университете.
Вивиани издал множество публикаций по флоре Аппенин. Среди книг по микологии была, в частности, изданная в 1834 году I funghi d'Italia с многочисленными красочными иллюстрациями.
Вивиани собирал книги по естественной истории Италии, его библиотека, включавшая свыше 2000 книг, была передана Университету Генуи.

## Роды растений и грибов, названные в честь Д. Вивиани
- Vivianella (Sacc.) Sacc., 1898 гриб семейства Лофиостомовые (Lophiostomataceae)

Растения
- Viviania Willd. ex Less., 1829 семейства Астровые (Asteraceae)
- Viviania Cav., 1804 семейства Гераниевые (Geraniaceae)
- Viviania Raf. ex DC., 1814 семейства Мареновые (Rubiaceae)
- Viviania Colla, 1826 семейства Мареновые